# SIGAD
SIGAD ou Identificador da Atividade de SIGINT é o acrônimo da expressão em inglês, "SIGINT Atividade designador", (ou SIGAD).É uma sequência alfanumérica, que associa os sinais coletados à estacao ou base que os coletou. Por exemplo, o SIGAD para a base de coleta de sinais Echelon em Menwith Hill, Inglaterra, é USD1000. De forma simples, o SIGAD é a sequência alfanumérica que identifica de onde veem os sinais, quando eles chegam nas instalações de interceptação.
Tais identificadores ou "SIGAD", são usados por estacões de interceptação operados por agências de inteligência dos Estados Unidos, Inglaterra, Canadá, Austrália e Nova Zelândia, os chamados Cinco Olhos ou Five Eyes, já que estes cinco países têm uma relação estreita na colêta e compartilhamento de inteligência.
Desde a Segunda Guerra Mundial, milhares de SIGADs foram atribuídos de acordo com suas origens. Uma captura de tela da ferramenta BOUNDLESS INFORMANT da NSA revelou que em março de 2013, havia 504 SIGADs ativos. Isto quer dizer apenas que nesse mês, a NSA recebeu dados de 504 instalações de interceptação. Como este número inclui, provavelmente, muitos subconjuntos, talvez apenas algumas dezenas de tais identificadores sejam realmente as fontes importantes.

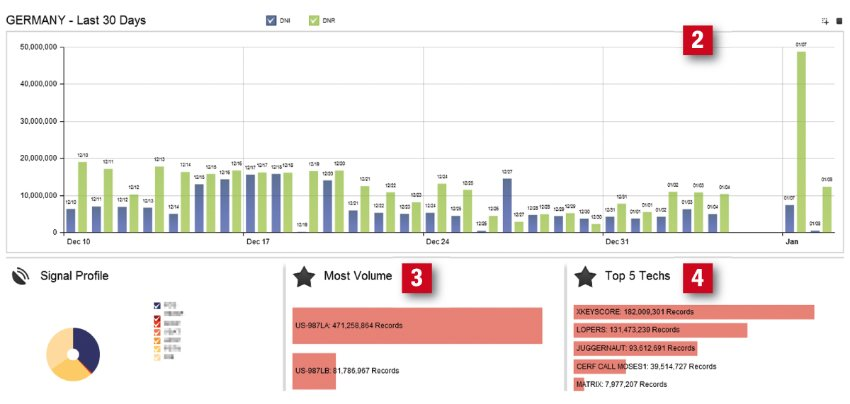
captura de telas da ferramenta BOUNDLESS INFORMANT, mostrando os diversos gráficos ligados a coleta de dados na Alemanha. O gráfico superior mostra os dados de internet (barras azuis) e de telefonia (barras verdes). O gráfico inferior central menciona dois SIGADs e na seção inferior direita esta a parte mais importante - o programa XKeyscore.

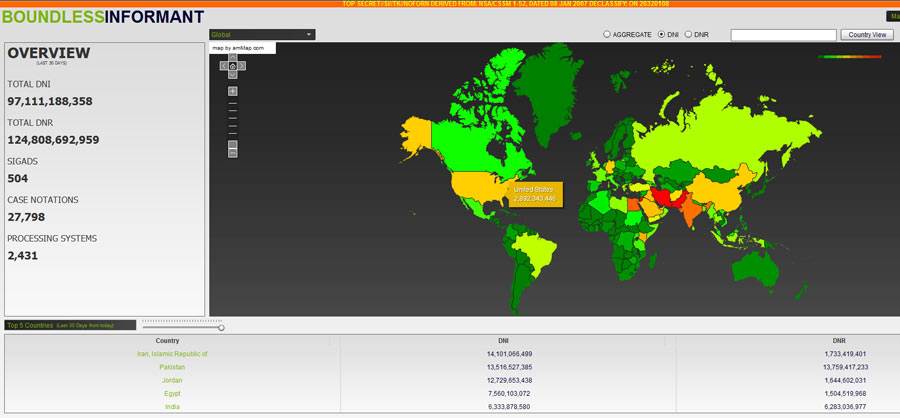
Este mapa mundial foi feito utilizando a ferramenta de visualização de dados do BOUNDLESS INFORMANT, mostrando que durante um período de 30 dias, 97.000 milhões de registros de dados de internet (DNI) e 124 bilhões de registros de dados de telefonia (DNR) foram coletados

## Formato da sequênciaalfanuméricado SIGAD
SIGAD é formado por uma sequência de 5 a 8 caracteres alfanuméricos, como no exemplo acima da base de coleta de sinais Echelon em Menwith Hill, Inglaterra cujo SIGAD é USD1000.

## Destinação dos Dados Coletados
Os dados coletados são então enviados para o repositórios da NSA nos Estados Unidos.
As empresas provedoras de serviços participantes, são remuneradas pela NSA e os acordos são chamados de SS0 pela agência americana.

## SIGAD doPRISM
Um dos documentos revelados por Edward Snowden explica como se dá a coleta de dados através do PRISM. Uma apresentação de slides identifica tal coleta , em Abril de 2013, com do SIGAD US-984XN. SIGAD US-984XN ligado ao PRISM, foi identificado como a fonte para 1.477 itens apenas em 2012.

## SIGADs de navios espiões
O SIGAD conhecido para o navio americano "USS Liberty", era USN-855.
O navio "USS Pueblo" foi um navio de pesquisa técnica que foi capturado pela Coreia do Norte em 1968. Seu SIGAD era USN-467Y.

## Alguns dos vários modos de interceptação
- Interceptação física, como o caso dos dados interceptados através do Sistema de interceptação ECHELON (utilizando antenas, satélites...) tendo como destino final os repositórios da NSA nos Estados Unidos.
ou

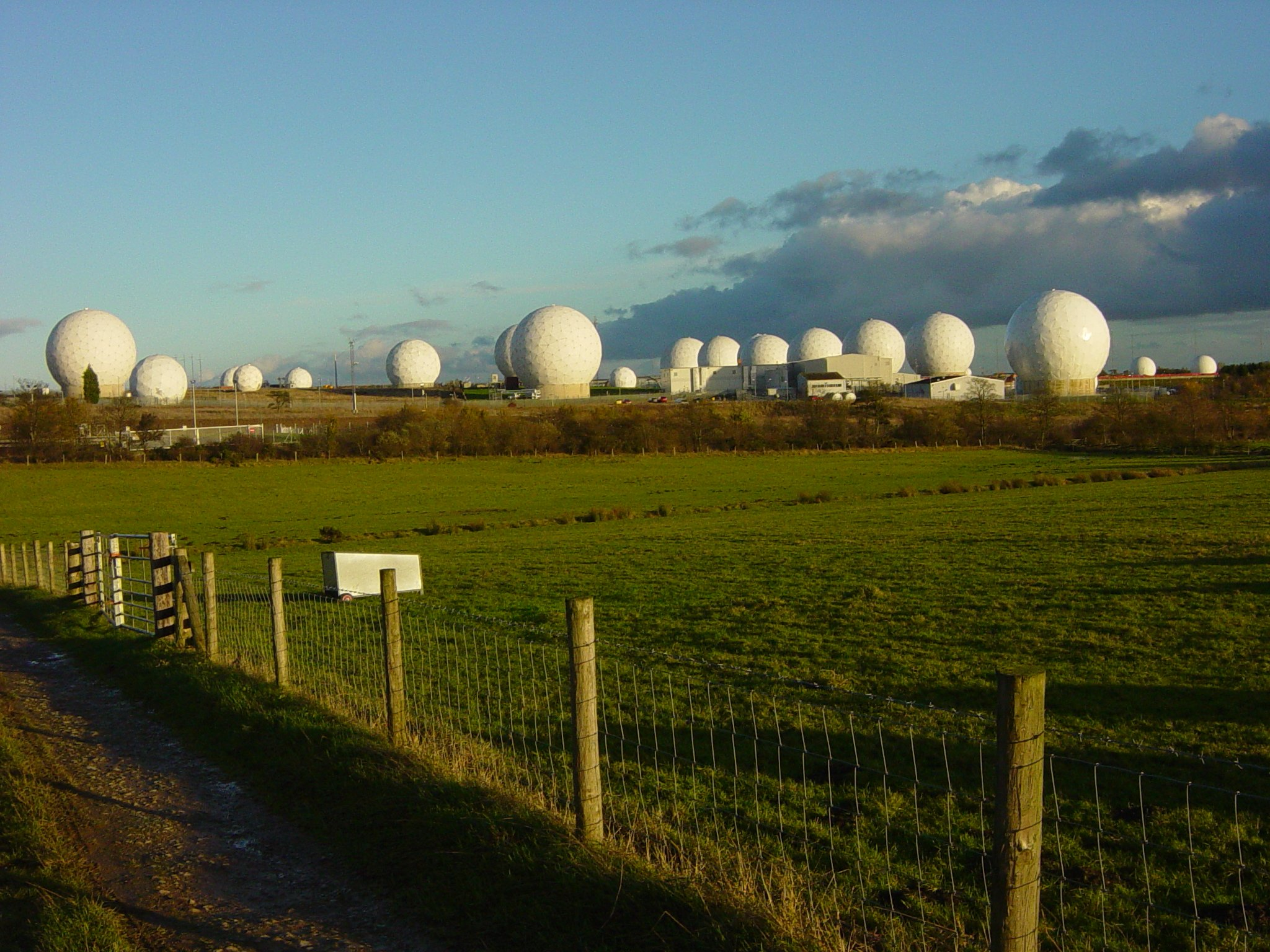
Cúpulas geodésicas na base RAF Menwith Hill, localizada em Harrogate, Reino Unido, Sistema Echelon.

- Através de parcerias entre a NSA e os provedores de serviços locais, que dão então a NSA acesso direto aos dados de telefone, internet e e-mail, computadores e telefones celulares dos cidadãos usuários; caso do programa PRISM.
ou ainda
- Através da coleta dos dados de comunicações enquanto eles passam pelos cabos de fibra e pela infra-estrutura das redes. É o caso da chamada Coleta Upstream , feita utilizando os quatro seguintes programas de vigilância principais : Fairview, Blarney, STORMBREW, OAKSTAR.

## Apresentação da NSA - SIGAD  eOperações de Fonte Especial(SSO)
(slides de documentos revelados por Snowden)

Upstream, descrita na apresentação do PRISM Upstream, descrita na apresentação do PRISM
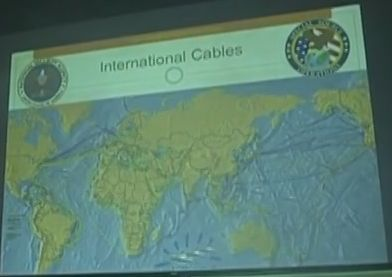
Upstream: Mapa dos Cabos Internacionais
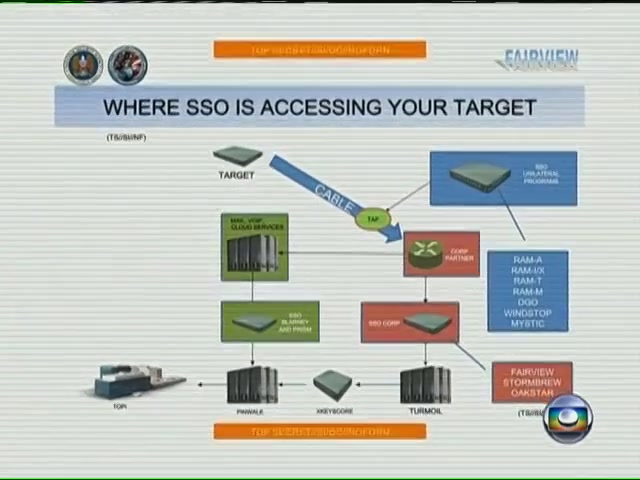
2a Apresentação do FAIRVIEW : Onde a SS0 esta acessando o Alvo

## Ver Também
- Edward Snowden
- PRISM
- Coleta Upstream (Programa de Vigilância)
- Revelações da Vigilância global (1970–2013)
- Revelações da Vigilância Global (2013–presente)
- Vigilância de Computadores e Redes
- Lista de programas de vigilância em massa do governo